# Ланаї-Сіті (Гаваї)
Ланаї-Сіті (англ. Lanai City) — переписна місцевість (CDP) в США, в окрузі Мауї штату Гаваї. Населення — 3332 особи (2020).

## Географія
Ланаї-Сіті розташоване за координатами 20°49′41″ пн. ш. 156°54′55″ зх. д. / 20.82806° пн. ш. 156.91528° зх. д. (20.827922, -156.915181).  За даними Бюро перепису населення США в 2010 році переписна місцевість мала площу 17,91 км², уся площа — суходіл.

### Клімат
| Клімат : Ланаї-Сіті             | Клімат : Ланаї-Сіті | Клімат : Ланаї-Сіті | Клімат : Ланаї-Сіті | Клімат : Ланаї-Сіті | Клімат : Ланаї-Сіті | Клімат : Ланаї-Сіті | Клімат : Ланаї-Сіті | Клімат : Ланаї-Сіті | Клімат : Ланаї-Сіті | Клімат : Ланаї-Сіті | Клімат : Ланаї-Сіті | Клімат : Ланаї-Сіті | Клімат : Ланаї-Сіті |
| Показник                        | Січ.                | Лют.                | Бер.                | Квіт.               | Трав.               | Черв.               | Лип.                | Серп.               | Вер.                | Жовт.               | Лист.               | Груд.               | Рік                 |
| Абсолютний максимум, °C         | 27,8                | 27,8                | 30,0                | 30,6                | 30,0                | 30,0                | 30,0                | 30,6                | 31,7                | 33,3                | 29,4                | 29,4                | 33,3                |
| Середній максимум, °C           | 22,2                | 22,7                | 22,7                | 23,2                | 23,7                | 24,6                | 24,9                | 25,6                | 25,8                | 25,2                | 24,3                | 23,1                | 24,0                |
| Середня температура, °C         | 18,8                | 18,9                | 19,2                | 19,7                | 20,2                | 21,2                | 21,7                | 22,3                | 22,3                | 21,8                | 20,9                | 19,7                | 20,6                |
| Середній мінімум, °C            | 15,4                | 15,1                | 15,7                | 16,3                | 16,7                | 17,9                | 18,5                | 18,9                | 18,8                | 18,3                | 17,6                | 16,3                | 17,1                |
| Абсолютний мінімум, °C          | 8,9                 | 8,3                 | 9,4                 | 9,4                 | 11,1                | 9,4                 | 9,4                 | 9,4                 | 8,3                 | 9,4                 | 11,1                | 8,9                 | 8,3                 |
| Днів з дощем                    | 7,7                 | 6,2                 | 7,1                 | 3,8                 | 2,0                 | 1,1                 | 2,4                 | 1,4                 | 2,4                 | 2,8                 | 6,5                 | 7,8                 | 51,2                |
| ------------------------------- | ------------------- | ------------------- | ------------------- | ------------------- | ------------------- | ------------------- | ------------------- | ------------------- | ------------------- | ------------------- | ------------------- | ------------------- | ------------------- |
| Джерело: NOAA/NCDC, Weatherbase |                     |                     |                     |                     |                     |                     |                     |                     |                     |                     |                     |                     |                     |

## Демографія
Згідно з переписом 2010 року, у переписній місцевості мешкали 3102 особи в 1140 домогосподарствах у складі 776 родин. Густота населення становила 173 особи/км².  Було 1452 помешкання (81/км²).
Расовий склад населення:
| - 56,0 % — азіатів - 14,0 % — білих - 6,6 % — вихідців з тихоокеанських островів - 0,2 % — чорних або афроамериканців - 0,1 % — корінних американців |

До двох чи більше рас належало 23,0 %. Частка іспаномовних становила 8,2 % від усіх жителів.
За віковим діапазоном населення розподілялося таким чином: 26,2 % — особи молодші 18 років, 58,9 % — особи у віці 18—64 років, 14,9 % — особи у віці 65 років та старші. Медіана віку мешканця становила 38,4 року. На 100 осіб жіночої статі у переписній місцевості припадало 104,2 чоловіків;  на 100 жінок у віці від 18 років та старших — 101,4 чоловіків також старших 18 років.
Середній дохід на одне домашнє господарство  становив 67 189 доларів США (медіана — 54 023), а середній дохід на одну сім'ю — 69 949 доларів (медіана — 60 389). За межею бідності перебувало 9,4 % осіб, у тому числі 18,6 % дітей у віці до 18 років та 3,2 % осіб у віці 65 років та старших.
Цивільне працевлаштоване населення становило 1515 осіб. Основні галузі зайнятості: мистецтво, розваги та відпочинок — 41,3 %, освіта, охорона здоров'я та соціальна допомога — 17,0 %, будівництво — 12,3 %.